# Вейн Статік
Вейн Статік (англ. Wayne Static) справжнє ім'я Вейн Річард Веллс (англ. Wayne Richard Wells; нар. 4 листопада 1965, Маскегон, Мічиган, США — пом. 1 листопада 2014) — американський музикант, вокаліст, гітарист, клавішник індастріал-метал гурту «Static-X».

## Життя
Вейн ріс в Шелбі, Мічиган до того як переїхав в Чикаго і зрештою у Каліфорнію. Вейну було 3 роки коли в нього з'явилась перша іграшкова гітара. Його батьки вирішили придбати йому справжню гітару у віці 7 років. Вейн брав уроки гри на гітарі, які оплатив роком пізніше, коли переміг в конкурсі талантів, співаючи дитячу пісню «Skip to the Loo». Коли Вейн вперше почав грати у власному гурті у віці 12 років, він вирішив що хоче стати музикантом. Вейн відвідував Загальноосвітню школу Шелбі та працював влітку збирачем спаржі та на заводі по консервуванню фруктів. У 2014 році, в ніч на 1 листопада, у Вейна зупинилося серце від одночасного вживання оксикодону, гідроморфону, алпразоламу та алкоголю. Він помер уві сні, за три дні до свого 49 дня народження.

## Кар'єра
Після переїзду до Чикаго, Статік та Кен Джей створили гурт під назвою Deep Blue Dream. Але гурт проіснував недовго, тому, що Вейн переїхав до Каліфорнії, де він заснував гурт Static-X разом з Тоні Кампосом та Коічі Фукудою.
Статік добре відомий через свою зачіску — вертикально зафіксоване волосся за допомогою лаку для волосся, цей процес займає біля двадцяти хвилин.
Він з'явився на обкладинці «Cult Of Static», останнього альбому Static-X.

## Співробітництво
- 2002 — Jonathan Davis & Richard Gibbs featuring Wayne Static — Not Meant for Me
- 2003 — Godhead & Wayne Static — The Giveaway
- 2004 — Mephisto Odyssey & Wayne Static (and Koichi Fukuda) — Crash
- 2004 — Skinny Puppy & Wayne Static — Use Less
- 2006 — Soil & Wayne Static — Give It Up
- 2008 — Opiate for the Masses & Wayne Static — 21st Century Time Bomb
- 2009 — My Evolution & Wayne Static — So Happy
- 2009 — Dirge Within & Wayne Static — Inhuman
- 2010 — Raymond Herrera & Wayne Static — Decimator (originally recorded in 2005)
- 2011 — 9 Electric [Архівовано 17 червня 2013 у Wayback Machine.] & Wayne Static — Destroy As You Go
- 2013 — Run DMC & Wayne Static — Noise Revolution

## Приватне життя
Вейн називав себе атеїстом та вегетеріанцем, любив їздити на своєму модифікованому Ford Bronco 1968 року.
Після нетривалих залицянь, Вейн одружився з порнозіркою Терою Рей в Лас Вегасі 10 січня 2008 року.